# 細川氏綱
細川 氏綱（ほそかわ うじつな）は、戦国時代の武将。摂津国守護。官位は従四位下・右京大夫。細川京兆家18代当主。氏綱が管領に就任したとする説もあるが、氏綱及び前任の細川晴元の管領就任は史実ではない（詳細は管領の項目参照のこと）。

## 生涯
典厩家4代当主・細川尹賢の子として誕生。『後法成寺関白記』永正10年4月30日条に記された「細川右馬頭家督誕生」の記事は、氏綱の誕生を意味していると考えられている。
父の従兄弟（従伯父）であった細川高国の養子となる。対立関係にあった細川晴元の反撃を阻めず敗死した養父と、その晴元方に転じて生き残りを模索しながら殺害された実父、2人の仇を討つべく晴元打倒の機を窺い続けた。
高国の弟である細川晴国とは年齢が近く、高国の嫡子・稙国の没後は後継者の地位を巡って微妙な関係にあったと思われる。その立場を高国が配慮したためか、大永6年（1526年）12月に細川次郎（氏綱）・八郎（晴国）が同時に元服させられている。なお、当初は「清」という一字名の諱を用いているが、高国の養子になったと言っても将来的に高国に再び男子が生まれて京兆家を継ぎ、氏綱は実家の典厩家を継承する可能性も考えられていた（正式な身の振り方が確定していなかった）ためとする見方がある。
翌大永7年（1527年）以降和泉国に赴いたと思われ、後の蜂起の際に常に和泉から活動しているのは、こういった縁によるものと思われる。また、天文法華の乱に際し、晴国が反晴元の兵を起こした際に、晴国より3歳年上で十分主体的な行動が可能であったはずの氏綱が何も動きを見せていないのは、高国の後継者を巡る微妙な関係が影響していたのではないかと推測されている。
天文7年（1538年）になり初めて、細川上野玄蕃家の細川国慶と共に、晴元を討つための兵を和泉で挙げる。以降も断続的に蜂起をしているが、これは畠山稙長や遊佐長教、筒井氏などの畿内の有力者や、山陰の尼子晴久もこれに連携して上洛を図らんとする広範囲に渡った軍事行動だったが、当初は晴元の強大な力の前に圧倒的に不利であった。
天文11年（1543年）の秋、氏綱の名乗りを用い始める。
天文15年（1546年）、晴元の家臣・三好長慶を堺に赴いた隙に遊佐長教・筒井順昭らと共に堺を囲み長慶を越水城に撤退させ、その間に細川国慶が京を制圧し晴元らを丹波国に敗走させる。更に12代将軍・足利義晴の支持を獲得するまで晴元を追い詰めたものの、翌天文16年（1547年）に舎利寺の戦いなどで晴元方の反撃を受け、京を占拠していた国慶も戦死したため失敗に終わる。
ところが、三好政長（宗三）の処遇を巡って主君と仲違いした晴元軍の中核・長慶の氏綱側への転属が決め手となり、天文18年（1549年）に長慶が政長を江口の戦いで討ち取り、晴元が戦場を離れ京を放棄、遂に晴元を近江国へと追放することに成功した。
天文21年（1552年）には長慶と共に上洛し、右京大夫に任じられ、細川京兆家の家督となる。この年に山城国淀城に入り、弘治年間に入ると正式に居城となった。
永禄6年12月20日（1564年1月4日）、淀城で没。享年51。

## 人物・評価
氏綱は一般的に長慶の傀儡でしかなく、実権は全く無かったと認識されている。
だが、近年の研究では、上洛当初は東寺などの寺社が長慶のみならず氏綱からの書状を求めていたことや、内藤国貞の戦死後の松永長頼の家督譲渡の承認など丹波支配において複数の書状を出していること、永禄段階までは長慶は形式上とはいえ儀礼の場で氏綱を主君として立てていること、従来は長慶の被官として京支配に関わったと思われていた今村慶満・小泉秀清らは細川国慶に抜擢された被官であり、国慶の死後は主君である氏綱の被官に移行したと思われることなど、少なくとも天文年間においては畿内においてある程度の影響力を持っていたと思われ、「傀儡」という言葉で一括りにしてしまうことに疑問が呈されている。
馬部隆弘は、氏綱の有力な支持者であった内藤国貞の戦死以前は氏綱と長慶の共同統治体制であり、その後も義輝や晴元に対抗するために実質的な権力を長慶に委ねて権力の一本化を図る代わりに京兆家当主・摂津守護としての立場を保ったと捉えて、長慶や三好政権にとって氏綱は単なる傀儡ではなく積極的な協力者であったとして再評価している。

## 偏諱を受けた人物
- 多羅尾綱知